# العلاقات الأردنية البحرينية
العلاقات الأردنية البحرينية هي العلاقات الثنائية التي تجمع بين الأردن والبحرين.

## مقارنة بين البلدين
هذه مقارنة عامة ومرجعية للدولتين:
| وجه المقارنة                                              | الأردن                   | البحرين       |
| --------------------------------------------------------- | ------------------------ | ------------- |
| المساحة (كم2)                                             | 89.34 ألف                | 765           |
| عدد السكان (نسمة)                                         | 9.81 مليون               | 1.49 مليون    |
| الكثافة السكانية (ن./كم²)                                 | 109.81                   | 194.77 ألف    |
| العاصمة                                                   | عمان                     | المنامة       |
| اللغة الرسمية                                             | اللغة العربية            | اللغة العربية |
| العملة                                                    | دينار أردني              | دينار بحريني  |
| الناتج المحلي الإجمالي (بليون دولار)                      | 40.07 مليار              | 35.31 مليار   |
| الناتج المحلي الإجمالي (تعادل القوة الشرائية) بليون دولار | 82.80 مليار              | 64.16 مليار   |
| الناتج المحلي الإجمالي الاسمي للفرد دولار أمريكي          | 4.94 ألف                 | 22.60 ألف     |
| الناتج المحلي الإجمالي للفرد دولار أمريكي                 | 12.05 ألف                | 45.50 ألف     |
| مؤشر التنمية البشرية                                      | 0.748                    | 0.824         |
| رمز المكالمات الدولي                                      | +962                     | +973          |
| رمز الإنترنت                                              | .jo                      | .bh           |
| المنطقة الزمنية                                           | ت ع م+02:00، ت ع م+03:00 | ت ع م+03:00   |

## مدن متوأمة
في ما يلي قائمة باتفاقيات التوأمة بين مدن أردنية وبحرينية:
- ترتبط عمان مع المحافظة الوسطى باتفاقية توأمة منذ 1992.[14][14][14][15]

## منظمات دولية مشتركة
يشترك البلدان في عضوية مجموعة من المنظمات الدولية، منها:
| علم المنظمة | اسم المنظمة                                 | تاريخ انضمام الأردن | تاريخ انضمام البحرين |
| ----------- | ------------------------------------------- | ------------------- | -------------------- |
|             | وكالة ضمان الاستثمار متعدد الأطراف          | 12 أبريل 1988       | 12 أبريل 1988        |
|             | الأمم المتحدة                               | 14 ديسمبر 1955      | 21 سبتمبر 1971       |
|             | جامعة الدول العربية                         | 25 مايو 1946        | 11 سبتمبر 1971       |
|             | صندوق النقد العربي                          | ?                   | ?                    |
|             | منظمة التعاون الإسلامي                      | 1969                | 1970                 |
|             | منظمة حظر الأسلحة الكيميائية                | ?                   | ?                    |
|             | منظمة التجارة العالمية                      | ?                   | ?                    |
|             | منظمة الشرطة الجنائية الدولية               | ?                   | ?                    |
|             | الصندوق العربي للإنماء الاقتصادي والاجتماعي | ?                   | ?                    |
|             | يونسكو                                      | 14 يونيو 1950       | 18 يناير 1972        |
|             | الاتحاد البريدي العالمي                     | ?                   | ?                    |
|             | البنك الدولي للإنشاء والتعمير               | 29 أغسطس 1952       | 15 سبتمبر 1972       |
|             | المصرف العربي للتنمية الاقتصادية في أفريقيا | ?                   | ?                    |
|             | الاتحاد الدولي للاتصالات                    | 20 مايو 1947        | 1975                 |
|             | مؤسسة التمويل الدولية                       | 20 يوليو 1956       | 22 سبتمبر 1995       |
|             | المركز الدولي لتسوية المنازعات الاستشارية   | 29 نوفمبر 1972      | 15 مارس 1996         |

## أعلام
هذه قائمة لبعض الشخصيات التي تربطها علاقات بالبلدين:
- حسين هزاع المجالي (24 يناير 1960 – )
- سميرة البيطار (سبّاحة بحرينية، 21 فبراير 1990 – )
- محمد صدقي عياش (1925 – 2000)

## وصلات خارجية
- موقع وزارة الخارجية الأردنية
- موقع وزارة الخارجية البحرينية